# ドラディション
ドラディションは、日本のプロレス団体。運営はシーホースコーポレーション。

## 団体名の由来
創業者である藤波辰爾のニックネーム「ドラゴン」と「トラディション」を組み合わせた造語。

## 歴史

### 無我ワールド・プロレスリング
- 2006年1月、方向性の違いから新日本プロレスを退団した西村修、契約更改で新日本と決裂したヒロ斎藤、後藤達俊、同団体を退社したリングアナウンサーの田中秀和が自主興行を開催すると発表。
- 6月、西村の師匠でかつて無我を共に運営した藤波辰爾が紆余曲折の末に新日本を退団。藤波は裏から彼らの自主興行をサポートすることを発表。
- 7月12日、無我ワールド・プロレスリング（むがワールド・プロレスリング）を設立。
- 8月2日、後楽園ホールにて旗揚げ戦「新無我伝説エピローグ〜BLACK CAT MEMORIAL〜」を開催。

### ドラディション
- 2008年1月1日、団体名をドラディションに改称。
- 2月23日、大阪府立体育会館第2競技場にてプレ旗揚げ戦を開催。
- 3月20日、船橋アリーナにて旗揚げ戦を開催。

## 所属選手
- 藤波辰爾
- ヒロ斎藤
- 長井満也
- 倉島信行
- LEONA

## 歴代所属選手
- 後藤達俊
- 西村修
- 征矢学
- 竹村豪氏
- 吉江豊
- 嵐
- 田島久丸

## 歴代スタッフ
- 田中秀和（リングアナウンサー）

## 商標登録問題
1969年からNETテレビで放送されているワールドプロレスリング（プロレス中継番組）の名称は商標登録されぬまま長年使用されていた。2006年3月、藤波辰爾の個人事務所「シーホースコーポレーション」が「ワールドプロレスリング」の名称を商標登録申請した。2005年10月、「無我」・「無我ワールド」の名称を西村修が商標登録申請しており、2006年6月「無我」については登録が認められている（商標第4962762号）。2007年10月、「無我」の商標権を持つ西村が退団。これにより12月13日、藤波は「無我ワールドとしての興行は今日が最後」と発言し、無我ワールド・プロレスリングとしての活動を終了させた。

## エピソード
藤波と親交のある島田紳助が司会を務めた『クイズ!紳助くん』（ABC）内のコーナー「なにわ突撃隊」にて、2006年9月15日から9月18日までの無我ワールド・プロレスリング巡業を密着取材し同年10月に放送。11年前、新日本プロレス在籍時の無我プロジェクトを同番組で紹介した縁で、上記の企画が実現した。